# Bethania (Queensland)
Bethania ist ein Stadtteil (suburb) von Brisbane mit 6333 Einwohnern (Stand 2021). Er liegt etwa 25 Kilometer südlich des Stadtzentrums am Logan River. Der Ort hieß ursprünglich Bethanien und sein Name wurde im Alltagsleben angepasst.
Bethania wurde von deutschen Immigranten im 19. Jahrhundert gegründet. Die Regierung im australischen Queensland beauftragte John Heussler, den Immigrationagenten, die deutsche Besiedlung zu organisieren. In Kooperation mit der Reederei Joh. Ces. Godeffroy & Sohn kamen 1864 deutsche Aussiedler von Hamburg aus nach Australien und gründeten Bethanien. Innerhalb weniger Jahre bauten 200 Siedler eine lutherische Kirche und eine Schule auf und erstellten einen Friedhof. Der Ort hatte einen Schmied, Stellmacher und weitere Handwerker. 
1887 wurde der Ort durch den Logan River überflutet. 1949 erfolgte der Ausbau des Vorortes, eine Lutheran Primary School entstand und das Bethania Waters Shopping Centre wurde 1986 erbaut. Es gibt eine State Primary School und Community Centre.

## Transport
1885 wurde eine Eisenbahnverbindung von der South Coast nach Beenleigh eröffnet, die von Logan Village bis nach Bethania führte. Die Station wurde Bethania Junction bis in die 1940er Jahre genannt. Bethania kann mit dem Citytrain von Brisbane und von Beenleigh aus erreicht werden.